# Šonov u Nového Města nad Metují
Šonov u Nového Města nad Metují eller kort Šonov är en ort i Tjeckien.   Den ligger i regionen Hradec Králové, i den nordöstra delen av landet, 120 km öster om huvudstaden Prag. Šonov ligger 289 meter över havet och antalet invånare är 304.